# 위신역
위신역(중국어: 育新站)은 중국 베이징시 하이뎬구 시싼치 가도(西三旗街道)와 창핑구 후이룽관 가도(回龙观街道) 접경의 청시로와 황핑로의 교차로에 위치한 베이징 지하철 8호선의 지하철역이다.

## 위치
이 역은 베이징 도시지역 북쪽, 5환로 외부에 위치하며, 청시로(城西路, 대략 동서방향)와 황핑로(黄平路, 대략 남북방향)의 교차로에서 남북방향으로 배치되어 있다.

## 구조
위신역은 섬식 승강장을 갖춘 지하역이다. 역 상단의 색 띠는 파란색이다.
| 지면층   | 거리                            | A-D출구                          |
| 지하 1층 | 대합실                          | 고객 센터, 자동 매표기, 개집표기 |
| 지하 2층 | ←                               | ■ 8호선 주신좡 방면(훠잉)        |
| 지하 2층 | 섬식 승강장, 왼쪽 출입문이 열림 |                                  |
| 지하 2층 | →                               | ■ 8호선 잉하이 방면(시샤오커우)  |

## 출구
|                         |                                                      |      |
| 출구                    | 출구 인근                                            | 사진 |
| 出口 · A                | 베이징 석유간부관리학원(北京石油干部管理学院)        |      |
| 出口 · B                | 베이신 가원(北新家园), 타이화룽치 광장(泰华龙旗广场) |      |
| 出口 · C                | 베이징 국제주택산업기지(北新国际住宅产业基地)        |      |
| 出口 · D                | 유신화 화원(育新花园)                                |      |
| 아이콘 설명: 엘리베이터 |                                                      |      |

## 인접역
| 베이징 지하철 8호선 | 베이징 지하철 8호선   | 베이징 지하철 8호선    |
| ------------------- | --------------------- | ---------------------- |
| 훠잉 주신좡 방면    | ■ 베이징 지하철 8호선 | 시샤오커우 잉하이 방면 |